# Burzum (Demo II)
Burzum (Demo II) este cea de-a doua realizare discografică a proiectului lui Varg Vikernes, Burzum. Este de fapt o sesiune de repetiții; toate piesele sunt instrumentale.
Piesele 6, 7 și 8 sunt preluate de pe Burzum (Demo I).
Unele piese vor fi ulterior redenumite:
- "Lord Of The Depths" va deveni "Ea, Lord Of The Depths"
- "My Key To Purgatory" va deveni "Key To The Gate"
- "Rite Of Cleansure" va deveni "Dominus Sathanas"

## Lista pieselor
1. "Lost Wisdom" - 04:16
2. "Depressive Visions Of The Cursed Warrior" - 03:16
3. "Lord Of The Depths" - 04:39
4. "Spell Of Destruction" - 04:29
5. "A Lost Forgotten Sad Spirit" - 07:27
6. "Lost Wisdom" - 04:39
7. "Spell Of Destruction" - 04:45
8. "Channeling The Power Of Souls Into A New God" - 03:46
9. "Feeble Screams From Forests Unknown" - 06:32
10. "My Key To Purgatory" - 05:16
11. "Rite Of Cleansure" - 06:17
12. "A Lost Forgotten Sad Spirit" - 09:27

## Personal
- Varg Vikernes - Toate instrumentele